# 셰인 (영화)

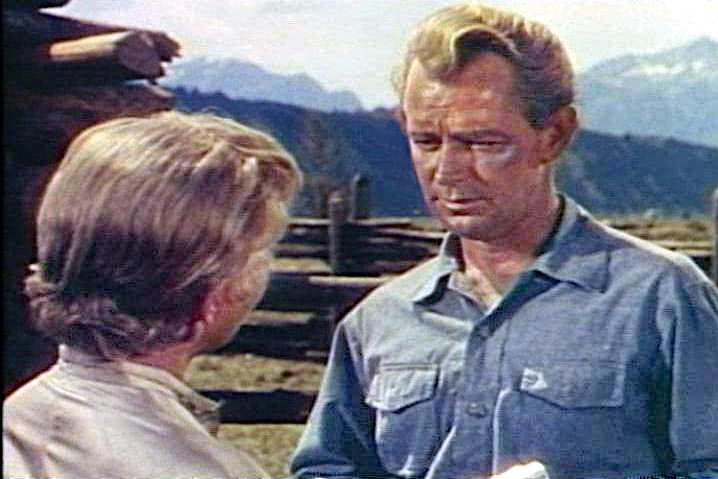

셰인(영어: Shane)은 앨런 래드가 주연하고 1953년에 제작된 스탠더드 색채(technicolor)의 미국 영화다.

## 내용
1890년 초여름의 태양이 내리쬐는 어느날. 초록빛으로 물든 아름다운 와이오밍주 고원에 한 사나이가 말을 타고 나타난다. 단정한 옷차림에 침착한 태도, 그리고 눈매는 온화하면서도 예리함이 번뜩이며 뜨내기 카우보이와는 다른 모습이다. 이곳엔 동부에서 이주해 온 개척민들이 살고 있다. 개간한 토지는 그들의 소유로 법률이 보장해 주었다. 수수께끼의 사나이는 개척민의 한 사람인 죠 스타레트의 집에서 물을 얻어 마시고 저녁 식사까지 초대 받는다. 사나이는 스타레트의 호의에 감사하는 마음으로 하룻밤 신세를 진다. 수수께끼의 사나이는 이름이 셰인이라고 자기 소개를 간단히 한다. 스타레트는 아내 마리안과 아들 조이, 단출하게 세 식구이다. 스타레트는 의지가 강인하고 그곳 주민들의 대변자이다. 그러나 스타레트는 이 지방에서 오래 전부터 목축업을 하고 있는 라이커라는 사나이 때문에 골치를 앓고 있었다. 라이커는 툭하면 개척민들을 못살게 들볶으며 이들의 모든 땅을 차지하려 한다. 스타레트가 부리던 머슴들도 라이커의 등쌀에 견디지 못하고 떠나버리고 만다. 그간의 사정을 말한 스타레트는 셰인에게 월동 준비가 끝날 때까지만이라도 머물러 달라고 한다. 그래서 스타레트의 일을 도와주기로 한 셰인은 마을에 물건을 사러갔다가, 라이커 일당에게 곤욕을 치루지만 말썽을 일으키지 말라고 한 스타레트의 당부 때문에 묵묵히 참고 집으로 돌아오는데. [스포일러] 마을 사람들은 라이커 일당 때문에 마을에 갈 때는 단체로 가기로 한다. 이때 또다시 시비를 걸어오는 라이커 일당과 싸움이 붙은 셰인은 물러서지 않고 싸워 이긴다. 하지만 적수가 많아 위기에 빠졌을 때 스타레트가 도와주어 모두 쓰러뜨린다. 이를 지켜보면서 자랑스러워하는 조이. 총을 좋아하는 조이는 셰인을 만났을 때부터 그의 반짝이는 권총에 관심을 갖는다. 결국 조이의 간절한 요청에 셰인이 커다란 소리를 내며 사격 시범을 보이자 눈이 휘둥그레진다. 어머니 마리안은 셰인에게 점점 더 깊은 호감을 느끼고 셰인도 이를 느낀다. 그러다 마을 사람 하나가 라이커가 고용한 잭 윌슨이라는 악명높은 냉혹한 쌍권총잡이에게 사살되자, 겁을 먹은 마을 사람들은 모두 떠나려 한다. 이 때문에 스타레트가 그를 상대하려 하지만, 셰인은 마리안을 위해 그를 때려눕히고 자신이 나선다. 아버지와 싸우는 것을 보고 밉다며 화를 냈던 조이는 셰인의 깊은 뜻을 알고 사과하러 그를 뒤쫓아간다. 처음으로 마을에 총을 차고 나타난 셰인. 윌슨과 생사의 결투가 벌어지고 셰인의 총성과 함께 윌슨은 뒤로 나자빠진다. 그리고 나머지 라이커 일당도 처치한다. 조이 덕분에 나머지 한 놈도 처치하고 자신도 한 쪽 팔에 부상을 입는다. 일이 모두 끝나고, 그가 떠나지 말기를 간절히 요청하는 소년 조이. 사람을 죽인 사람은 계속 머물 수가 없다고 눈물을 흘리는 소년에게 말하는 셰인. 셰인이 소년 조이의 머리에 손을 얹고 "어머니에게 더 이상 이 마을에 총이 필요없다고 말씀드려라"라고 한 뒤 마을을 떠난다. "잭은 총도 뽑지도 못했어요! 돌아와요 셰인!"하고 소리치는 소년의 메아리를 뒤로 한 채.

## 출연
- 앨런 래드 (Alan Ladd) - 셰인
- 진 아서 (Jean Arthur) - 마리안
- 반 헤플린 (Van Heflin) - 조
- 벤 존슨 (Ben Johnson) - 크리스
- 잭 팔란스 (Jack Palance) - 잭

## 인물
- 셰인 영화의 주인공으로 떠돌이 방랑자이다. 총소리에 트라우마가 있어 민감하며, 총을 올바르게 사용하지 않은 경험이 있을 것으로 추정된다. 이후 마리안에게 호감을 보인다. 개척중심의 미국사회에서 정착중심의 미국사회로의 전환을 형상화한 인물이다.
- 조 스탈레트 와이오밍주에 있는 농부(정착민)들의 우두머리이다. 라이커와 대립관계를 보이며 주체성이 강하다. 라이커일당의 해코지에도 굴하지 않으며 저항하는 모습을 보인다,
- 죠이 스탈이트와 마리안의 아들. 총을 좋아하며 셰인을 동경한다.
- 마리안 스탈레트의 아내. 순종적인 주부상으로 적극적으로 자신의 의견을 표출하지는 못한다. 셰인에 대한 감정이 싹트며 총을 싫어한다. '문명화'를 상징하는 인물이기도 하다.
- 라이커 인디언으로부터 땅을 빼앗아 직접 땅을 개척한 인물이다. 자신이 개척한 땅에 정착한 농민들을 싫어하며, 극중에서 악당으로 묘사된다.
- 잭 윌슨 라이커가 고용한 총잡이로 사이코패스적 성향을 보인다.

## 갈등 양상
자영농지법(Homestead Act, 1862)의 제정으로 인해 발생하게 된 집단간의 갈등이 주가된다. 개척자 집단(Riker일당)과 정착농민 집단(Staret의 무리)이 눈에 띈다. 그 중의 셰인은 개척중심의 미국사회에서 정착중심의 미국사회로의 전환을 형상화한 인물로 파악된다.

## 배경
셰인은 자영농지법이 제정된 후인 서부 개척 초기 단계를 배경으로 한다. 자영농지법이란 정부 공여 농지를 적거나 거의 무상에 가까운 돈으로 소유권을 인정해준 것이다.정부 공여 농지는 최소 5년 이상 정착하고 개간시키려는 의지가 있는 21살 이상의 가장인 미국의 시민에게 인정된 서부의 미개발토지 (약 20만평)이다. 이러한 농지를 인정받기 위해서는 세가지 과정을 지켜야 했는데, 신청을 하고, 땅을 개간하고, 지권을 제출해야 했다. 이 제도는 제퍼슨 대통령의 “고결한 자작농”에 대한 인식을 바탕으로 자작농을 늘리려는 취지하에 설립되었으며, 링컨 대통령 시기인 1862년에 공식적으로 제정되었다. 1976년 《연방 토지 정책 및 관리법》으로 폐지되었다.

## 한국판 성우진

### MBC (1984년 1월 28일)
- 배한성 - 셰인 (앨런 래드)
- 김용식 - 스타렛 (밴 헤플린)
- 송도영 - 매리언 (진 아서)
- 김순선 - 조우이 (브랜든 드 와일드)
- 정승현
- 우문희
- 한규희
- 김기현
- 김남수
- 이규연
- 전국근
- 김명수

### KBS (1993년 7월 4일)
- 이정구 - 셰인 (앨런 래드)
- 장유진 - 마리안 스타렛 (진 아서)
- 박상일
- 유민석
- 한상덕
- 노민
- 이재명
- 탁재인
- 강미형
- 김새영
- 박신영
- 정동열
- 유제상
- 김익태
- 김혜미

## 감상
스티븐스 감독은 일반적인 액션 서부극과는 색다른 높은 예술성을 노린 연출을 시도하였고 또한 성공했다. 색채촬영과 세밀한 녹음효과에 의해서 대자연의 정숙(靜肅)을 아름답게 표현하고 농민들의 생활묘사에도 시정(詩情)을 담고 있으며 드라마적으로는 셰인과 스탈레트의 아내와의 희미한 애정이라든가 셰인을 존경하는 소년의 심정을 교착시키고, 액션 면에서는 농민의 한 사람이 살인마의 도전을 받아 단 한방의 총에 사살되는 장면이라든가, 최후의 대결 장면 등에서 선명한 묘사의 솜씨를 보였으며, 서부극 장르의 굴지의 우수작이 되었다.

## 참고 문헌
- 이 문서에는 다음커뮤니케이션(현 카카오)에서 GFDL 또는 CC-SA 라이선스로 배포한 글로벌 세계대백과사전의 "미국영화의 감상 - 작품 감상 - 셰인" 항목을 기초로 작성된 글이 포함되어 있습니다.